# Horace Romano Harré
Horace Romano Harré, Rom Harré (ur. 18 grudnia 1927 w regionie Manawatu-Wanganui, zm. 18 października 2019) – brytyjski filozof i psycholog.

## Życiorys
Studiował inżynierię chemiczną i matematykę. Uczył matematyki kontynuując studia filozoficzne i antropogeniczne. W Oxfordzie założył Szkołę Fizyki i Filozofii. Pracował na wydziale psychologii w Uniwersytecie Georgetown w Washingtonie. Interesuje się filozofią matematyki, filozofią nauki, psychologią, socjologią.

## Publikacje
- Key Thinkers in Psychology, London: Sage, 2006.
- (With M. Tissaw) Wittgenstein and Psychology, Basingstoke, UK: Ashgate, 2005.
- Cognitive Science: A Philosophical Introduction, Los Angeles: Sage, 2001.
- Princess Diana and the emotionology of contemporary Britain, International Journal of Group Tensions, 30, 29-38, 2001.
- (With L. van Langenhove) Positioning Theory, Oxford: Blackwell, 1999.
- (With Charles R. Varela) "Conflicting Varieties of Realism: Causal Powers and the Problems of Social Structure." Journal for the Theory of Social Behaviour 26.3 (September 1996): 313-325.
- (With Grant Gillett) The Discursive Mind London: Sage, 1994.
- Varieties of Realism, Oxford: Blackwell, 1986.
- (With Jerrold L. Aronson & Eileen Cornell Way) Realism rescued: how scientific progress is possible London, Duckworth, 1994
- (With Michael Krausz) Varieties of Relativism, Oxford: Blackwell, 1996.
- (Ed.) The Social Construction of Emotions. Oxford: Basil Blackwell, 1986.
- (With David Clarke and Nicola De Carlo) Motives and Mechanisms: An Introduction to the Psychology of Action. London: Metheun, 1985.
- Personal Being, Oxford: Blackwell, 1983.
- Physical Being: a theory for a corporal psychology, Blackwell, Oxford, 1991.
- The Philosophies of Science: An Introductory Survey, Oxford, 1989.
- Social Being: A Theory for a Social Psychology II, Oxford: Blackwell, 1979.
- (With Edward H. Madden) Causal Powers, Oxford: Blackwell, 1975.
- (With Paul F. Secord) The Explanation of Social Behaviour, Oxford: Blackwell, 1972.